# François Luc Macosso
Pour les articles homonymes, voir FLM.
François Luc Macosso, plus connu sous son acronyme FLM, né le 18 octobre 1938 et mort le 8 avril 2020 à Pointe-Noire en république du Congo, est un homme politique congolais.

## Biographie

### Naissance
François Luc Macosso naît à Madingou-Kayes, dans  la région du Kouilou, le 18 octobre 1938. Il était le patriarche de cette contrée. Lui et sa famille font partie du clan Yema.

### Carrière
De formation bancaire, en 1962, il est le directeur de la succursale ponténegrine de la Banque nationale de développement du Congo (BNDC).
En 1963, après la chute du président Fulbert Youlou, il est élu à l'Assemblée Nationale. 
En avril 1965, il est nommé Garde des sceaux, Ministre de la justice et de la Fonction Publique dans le gouvernement de Pascal Lissouba, et sous la présidence d'Alphonse Massamba-Débat. Le portefeuille du travail lui sera rajouté par la suite.  
En 1968, il est nommé Chef de la Police nationale.  
Le 8 juillet 1970, il est nommé ambassadeur auprès du Benelux et des pays Scandinaves mais également représentant permanent auprès de la Communauté économique européenne,. Il occupera ce poste sans discontinuer pendant treize ans,.  
En 1983, il devient recteur de l'université Marien-Ngouabi.
Du 11 novembre 1997, juste après la fin de la guerre civile, jusqu'à la fin du mois de juillet 2002, il est maire de Pointe-Noire, la capitale économique du Congo-Brazzaville, succédant à Jean-Pierre Thystère-Tchicaya nommé au Conseil national de transition issu de la guerre civile,. 
Entre 1997 et 1999, des centaines de milliers de personnes ont afflué vers Pointe Noire depuis les régions voisines dévastées par la guerre civile entre les miliciens du président Pascal Lissouba et les forces fidèles à Denis Sassou-Nguesso. La population de la ville est passée de 500 000 à un million d'habitants en seulement deux ans. La hausse de l'exploitation sexuelle des enfants à des fins commerciales était un des fléaux que le maire a combattu.
Pour se représenter à cette fonction, il crée le Mouvement des citoyens de la ville de Pointe-Noire, qui va plus tard fusionner avec le MAR (Mouvement Action Renouveau) de Jean-Baptiste Tati Loutard, proche du Parti congolais du travail. 
Mais c'est Roland Bouiti-Viaudo, lui aussi membre du MAR qui est désigné pour lui succéder en août 2003, après un intermède d'un an assuré par Jean Christian Akondzo. Il reste toutefois, troisième président de cette formation politique.
De 2013 à 2016, il est conseiller spécial du Président de la République,, en plus de sa nomination comme membre du Conseil économique et social. Il a également été sénateur. 
FLM était un ardent défenseur de la culture, notamment au travers de la Fondation Legs et Mémoires (FLM),,.

### Mort
FLM meurt le 8 avril 2020 après une hospitalisation à la clinique Guenin de Pointe-Noire,

## Distinctions
FLM est grand officier de l'Ordre du Mérite congolais.
- Grand officier de l’Ordre du Mérite congolais